# Înaltă tehnologie

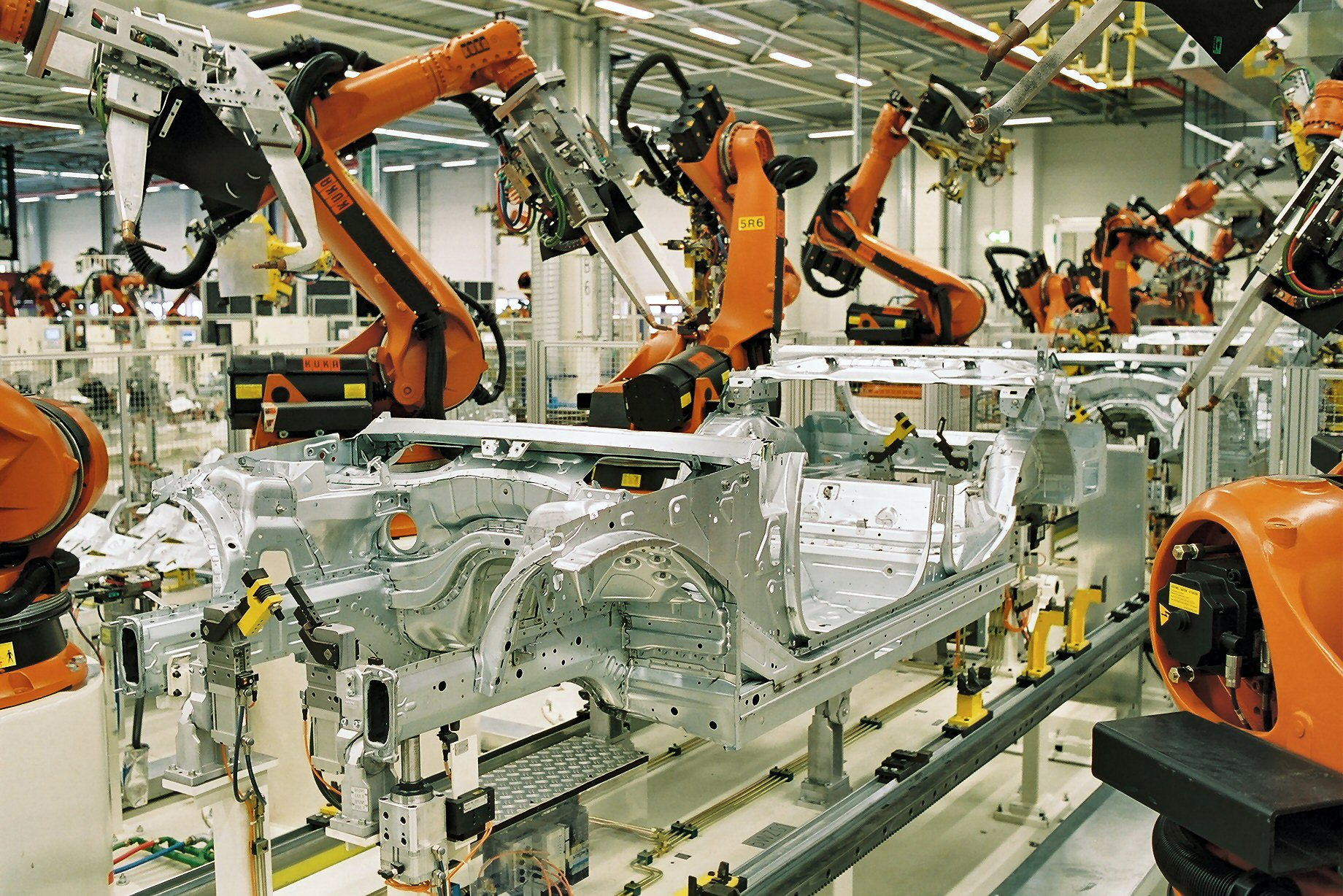
Fabrica BMW auto care utilizează tehnologia roboticii industriale în Leipzig, Germania

Termenul high tech (pronunție /hai tec/, v. AFI ) este o abreviere a expresiei engleze high technology care se traduce „înaltă tehnologie”. Este vorba despre tehnologia care corespunde nivelului tehnic actual.
Deoarece sectorul high tech al economiei uzilizează cele mai noi tehnologii, este considerat ca un factor deosebit al creșterii economice. Această percepție a dus la investiții mari în aceste sector, care însă în anii 1990 au dus la o supraevaluare a companiiilor high tech pe piețele financiare și mai târziu la o criză. 
Produse high tech sunt considerate cele care au un conținut de inovație pe care se bazează aproximativ 3,5 până la 8,5 % din valoarea lor. De ex. automobile, mașini, aparate electrice, produse chimice.
A nu se confunda cu tehnologia de vârf: aceasta creează produse a căror valoare este constituită în proporție de mai mult de 8,5 % din rezultate în cercetare și dezvoltare. Tipice sunt ramurile: medicamente, avioane sau software.

## Sectoare
- Aerospațial
- Industria automobilistică
- Inteligență artificială
- Biotehnologie
- Automatizare
- Informatică
- Tehnologia informației
- Nanotehnologie
- Fizică nucleară
- Fotonică
- Robotică
- Semiconductori
- Telecomunicații